# Fauzija Bajramova
Fauzija Auchadievna Bajramova (in russo Фаузия Аухадиевна Байрамова?; in tataro: Фәүзия Аухади кызы Бәйрәмова; Sabaj, 5 dicembre 1950) è una politica, scrittrice attivista russa, è stata una delle fondatrici del partito indipendentista del Tatarstan Ittifak. Dal 1990 al 1995 è stata membro del Consiglio di Stato della Repubblica del Tatarstan.
Dal 1994 al 1997 è stata presidente del Mejlis del popolo tartaro di Crimea, il parlamento tartaro non riconosciuto, che ha contribuito a fondare. Ha anche contribuito alla costituzione del Tatarstan. Ha scritto una serie di manifesti politici e storie, concentrandosi su argomenti relativi al popolo tartaro e alle sue circostanze politiche, e ha lavorato come giornalista ed editrice.

## Biografia
Bajramova è nata nel dicembre 1950 nel villaggio di Sabaj. Ha frequentato la scuola di teatro a Kazan', e poi dal 1983 al 1989 ha studiato filologia all'Università Federale di Kazan'. Dopo la laurea ha lavorato per una stazione televisiva a Kazan'. Ha poi lavorato presso una casa editrice, seguita da una serie di lavori giornalistici presso diversi giornali e riviste. Ha conseguito l'equivalente di un dottorato in storia, ovvero una laurea in scienze, specializzata nella storia dei tartari all'inizio del XX secolo.
Nel 1988, Bajramova è entrata a far parte dell'All-Tatar Public Center, che sostiene una maggiore autonomia per il Tatarstan e promuove la lingua tartara. Nel 1990, Bayramova ha fondato il partito nazionalista tartaro The Ittifaq Party, un partito indipendentista in Tatarstan. Ha guidato il partito per più di 20 anni ed è stata coinvolta nella pubblicazione del giornale del partito Altın Urda dal 1993 al 1998. Nel 1991 ha tenuto uno sciopero della fame di due settimane per protestare contro lo svolgimento delle elezioni presidenziali russe in Tatarstan, che ha contribuito a scatenare un grande movimento di protesta contro le elezioni russe che si terranno lì. Le elezioni sono state poi annullate in risposta alle proteste.
Dal 1990 al 1995, Bajramova è stata membro del parlamento regionale del Tatarstan. Dopo la fondazione del Mejlis del popolo tartaro di Crimea nel 1991, ne è stata presidente dal 1994 al 1997.
Oltre alle sue attività politiche e al suo attivismo, Bajramova si distingue anche per il suo lavoro di scrittrice.  Nel 1986 è stata ammessa all'Unione degli scrittori sovietici e nel 1994 è diventata membro dell'Unione degli scrittori del Tatarstan. La sua scrittura si concentra sulle questioni politiche che devono affrontare i tartari e la loro storia, sebbene le sue opere includano narrativa e critica d'arte.  Ha scritto numerosi manifesti politici ed è stata una collaboratrice per la Costituzione del Tatarstan.  Ha anche scritto storie del popolo tartaro che cercano di enfatizzare la loro unità storica come gruppo etnico coeso.
Nel 2010, il tribunale di Naberežnye Čelny l'ha dichiarata colpevole di incitamento all'odio etnico e condannata a un anno di libertà vigilata per aver distribuito il testo della risoluzione della sessione Milli Majlis del 20 dicembre 2008, che approvava la composizione del "governo del Tatarstan in esilio" e appello "a tutti gli stati del mondo e all'ONU" con la richiesta di riconoscere la sovranità statale del Tatarstan, "proclamata il 30 agosto 1990".
Nel 2014, Bajramova è stata nuovamente accusata di incitamento all'odio etnico in seguito alla sua condanna su Facebook dell'annessione russa della Crimea del 2014. È stata dichiarata colpevole e condannata a 1 anno di libertà vigilata.
Nei media russi è considerata una attiva oppositrice del “colonialismo russo” ed è accusata di favorire la cosiddetta “missione di liberazione del nazionalsocialismo tedesco”. Bajramova è considerata da molti la leader dell'ala radicale del movimento nazionale tartaro ("nonna del nazionalismo tartaro"). La Tatar Gazette ha affermato che Bajramova è stata la donna più importante nella politica tartara dai tempi di Söyembikä di Kazan', osservando che il suo nazionalismo etnico intransigente contrastava fortemente con i politici tartari come Mintimer Šajmiev che sono saliti al potere all'interno dello stato russo grazie alla volontà di scendere a compromessi.
Partecipa regolarmente all'azione politica annuale "Giornata della memoria e del dolore del popolo tartaro" ("Khater köne" in tartaro), tenutasi a Kazan' nell'anniversario della cattura della capitale del Kazan', Khanate, da parte delle truppe di Ivan il Terribile. Negli ultimi anni ha comunque iniziato a ritirarsi gradualmente dall'attività politica attiva a causa del deterioramento della salute.

## Vita privata
Bayramova vive nella città di Naberežnye Čelny.
Ha due figli: la figlia Zulfija Kadyrova attualmente vive negli Stati Uniti e sta lavorando alla sua tesi di dottorato in storia dell'Islam. Il figlio, Suleiman, ha studiato all'Università islamica in Malaysia nel 2000.
Nel 1992, Bajramova ha visitato l'Arabia Saudita e ha eseguito l'Hajj.

## Opere
Autrice di oltre 30 libri di narrativa, giornalismo, poesia e centinaia di articoli in tataro e russo. I libri principali:
- "Bolyn" (russo "Lug", 1986)
- "Səngat dɵnyasyna səyakhət" (russo "Viaggio nel mondo dell'arte", 1989)
- "Mon" ( russo "Melody" , 1991)
- "Maydan tatarlarny ketə" (russo "La piazza sta aspettando i tartari", 1992)
- "Kara Urman" (russo "Forest dense", 1997)
- "Bezne onytmagyz" (russo "Non dimenticarci", 1998)
- "Dəverlər kucheshendə" (russo: "Alla fine del secolo", 1998)
- "Songy namaz" (russo "The Last Namaz", 2000)
- "Arcipelago nucleare o genocidio atomico contro i tartari" (2005)
- " Kuchum Khan " (2007)

## Premi e riconoscimenti
Ha ricevuto la medaglia "In memoria del 1000º anniversario di Kazan", il distintivo "Per il contributo alla cultura", vincitrice del Premio Gayaz Iskhaki.